# Foros
Foros (ukr. Форос, ros. Форо́с, gr. Φάρος, krymskotat. Foros) – osiedle typu miejskiego, miejscowość wypoczynkowa nad Morzem Czarnym, w rejonie jałtańskim na południu Krymu.
Liczba ludności w 2014 wynosiła 1844 osoby.